# Constantijn Huygens en parfumerie

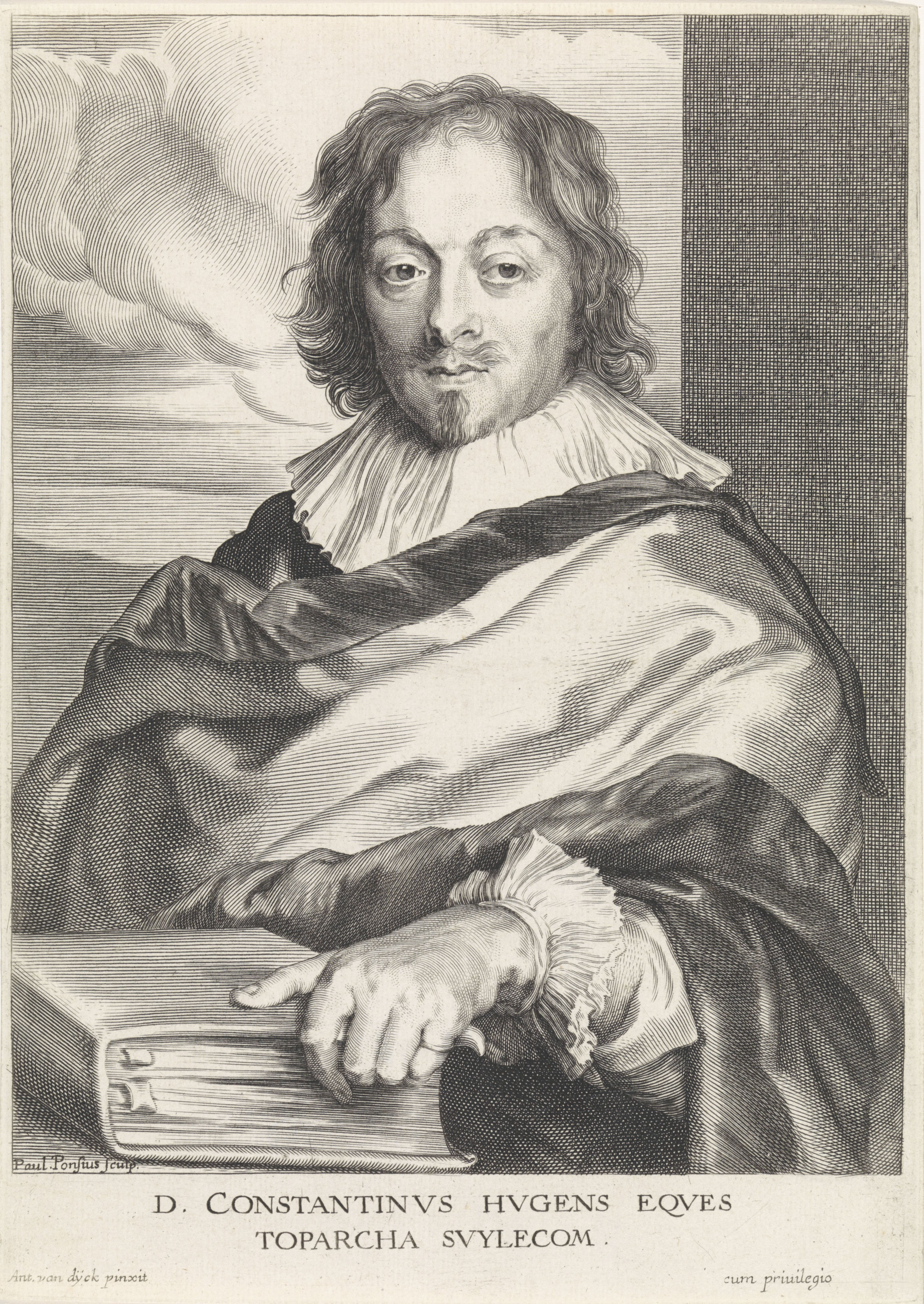
Constantijn Huygens, door Paulus Pontius naar Anthony Van Dyck, ca. 1630-1635.

Constantijn Huygens (1596–1687) was een van de meest veelzijdige figuren van de 17e eeuw. Naast zijn bekendheid als dichter, diplomaat, componist en secretaris van drie prinsen van Oranje, hield hij zich bezig met parfumerie als een serieuze hobby. Zijn betrokkenheid bij deze "kunstvorm" combineerde wetenschappelijke nieuwsgierigheid met artistieke verfijning en sociale strategieën. Zijn uitgebreide activiteiten als amateur-parfumeur maakten hem waarschijnlijk uniek in de 17e-eeuwse Nederlandse Republiek.

## Achtergrond en ontwikkeling
Huygens’ interesse in parfumerie is geworteld in zijn jeugd in Den Haag. Een van zijn recepten, getiteld Rieckend water van mijn moeder, maakt gebruik van geurige verse kruiden en bloemen zoals  lavendel en rozenblaadjes. Dit recept roept herinneringen op aan de tuin van zijn ouderlijk huis en aan zijn moeder, Susanna Hoefnagel en maakte hij met de planten uit de botanische tuin van zijn buitenplaats Hofwijck in Voorburg. In zijn autobiografische gedicht Dagh-werck omschrijft Huygens zijn fascinatie voor geur en zijn unieke vermogen om de componenten uit complexe mengsels van elkaar te kunnen onderscheiden. 

## Parfumerie in de 17e eeuw

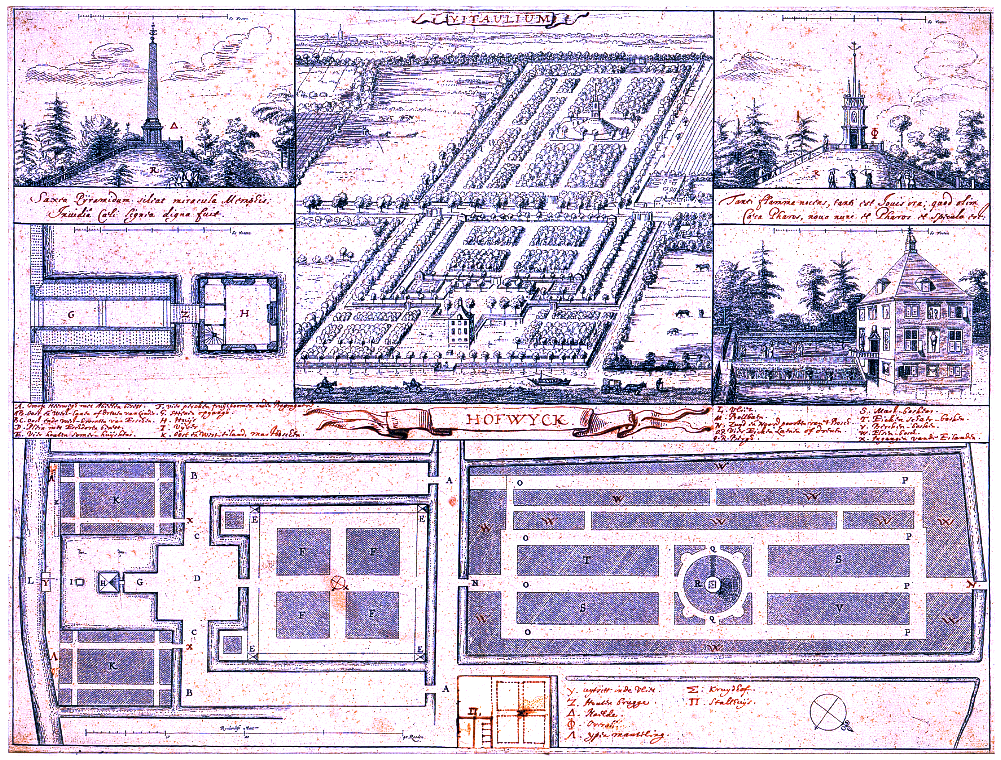
Plattegrond van Hofwijck met tuin. Proefdruk van de gravure waarop Huygens eigenhandig een legenda heeft aangegeven, uit Huygens' Vitaulium, 1653.

In de 17e eeuw was parfumerie zowel een wetenschappelijke als een artistieke discipline. Huygens experimenteerde met een breed scala aan geuren en technieken, zoals het maken van geparfumeerde handschoenen, geurwater, geurzakjes en wierookbrokjes (oiselets de chypre). Zijn recepten, onder andere vastgelegd in het manuscript Medica et Physica, Chymica, Perfumata, Fusoria, dat bewaard wordt in de Koninklijke Bibliotheek, tonen een combinatie van kennis over chemie en creativiteit.
Een van de geuren waarmee Huygens werkte, was rozemarijnwater, ook bekend als Hongaars koninginnenwater. Dit parfum, gebaseerd op rozemarijnbloemen en sterke drank, stond bekend om zijn verfrissende en vermeende geneeskrachtige werking.

## Sociale en diplomatieke betekenis
Parfumerie speelde een belangrijke rol in Huygens' sociale en diplomatieke netwerk. Hij wisselde recepten uit met vrienden en bekenden en parfumeurs zoals Claude Courtan en Paul Ferrein, die werkte voor de Engelse koningin Henrietta Maria. Ook bezorgde hij parfumerie-producten zoals geurzakjes en geparfumeerde handschoenen aan invloedrijke personen zoals Amalia van Solms en haar kleinzoon prins Willem III. 
Huygens benadrukte ook het emotionele aspect van geur. Zo stuurde hij geurzakjes naar de Engelse zangeres Utricia Ogle met de boodschap dat geur een manier was om verbonden te blijven, zelfs op afstand.

## Wetenschappelijke en artistieke bijdragen
Huygens experimenteerde met chemische extracties en destillaties, waarbij hij zijn methoden nauwkeurig documenteerde. Met een aantal geleerden, waaronder de theoloog Andreas Colvius, botanicus Johan Brosterhuisen, apotheker en botanicus Moise Charas en natuurfilosoof Henry Oldenburg, had hij naast andere wetenschappelijke discussies ook contact over parfumerie. Ze wisselden kennis uit over methodes, zoals destillatie en gebruik, aanschaf en uitwisseling van ingrediënten.

## Nalatenschap en onderzoek

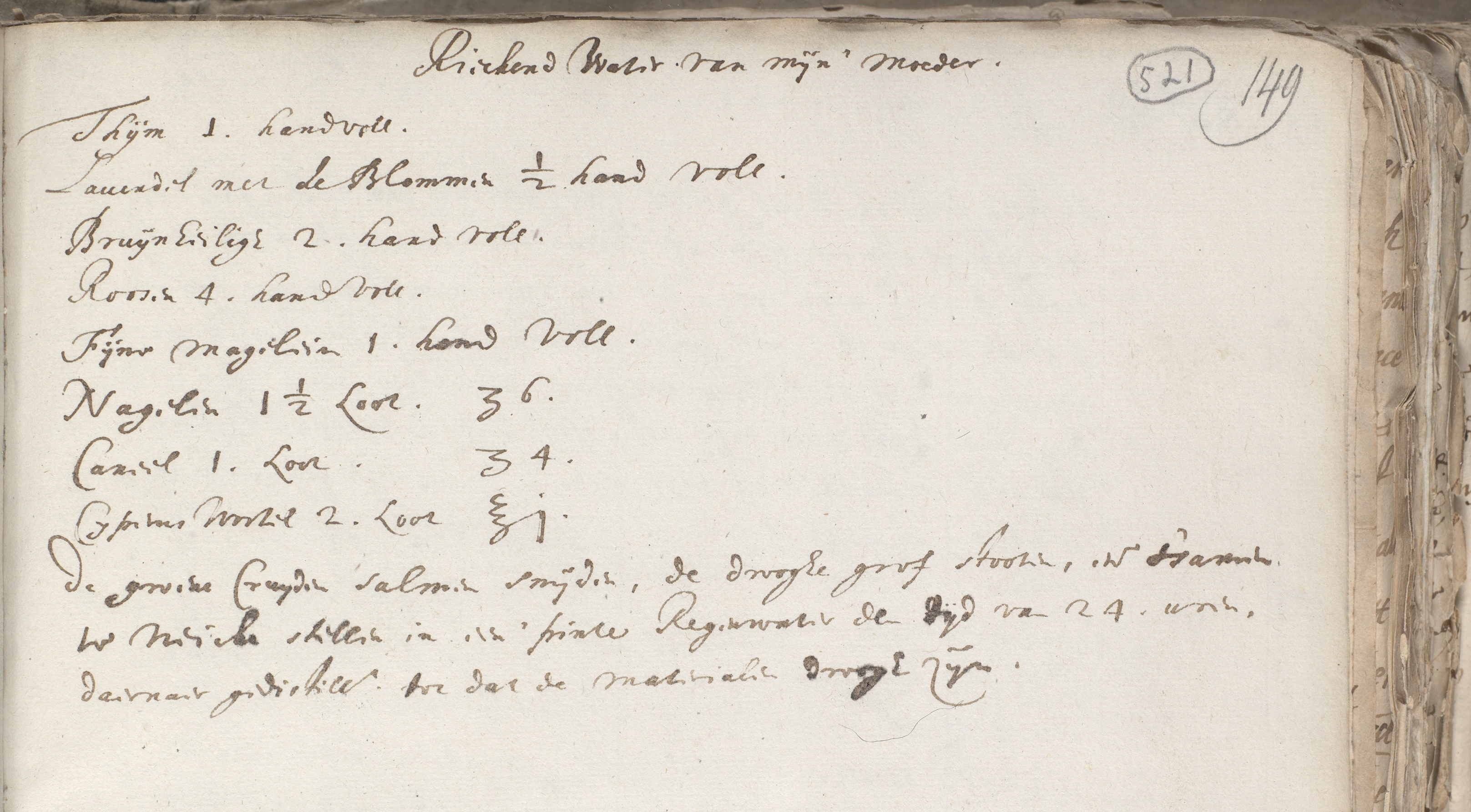
Rieckend water van mijn moeder. Recept van Constantijn Huygens, Koninklijke Bibliotheek, KA 47.

De parfumerie-erfenis van Huygens is de laatste jaren herontdekt. Het project Geheugen van Geur, een samenwerking tussen de Jonge Akademie, het Huygens Instituut en internationale professionele parfumeurs, richt zich op de reconstructie van historische parfumerieproducten en de wisselwerking tussen geur en herinnering in het menselijk brein. Dit onderzoek biedt nieuwe inzichten in de rol van geur in de 17e-eeuwse cultuur en wetenschap. Van Huygens' recept 'Rieckend waeter van mijn moeder' is een zogenaamde 're-creatie' gemaakt in de vorm van een geurwater en een geurkaars in samenwerking met Parijse senior parfumeur Marypierre Julien van Givaudan Paris en parfum- en cosmetica-expert Daan Sins van Huygens Paris. Inmiddels is ook een tweede geur ontwikkeld: 'Angel Water', eveneens gebaseerd op een historisch recept van Huygens. 